# Twentsche Courant
De Twentsche Courant was van 1844 tot 1996 een regionaal dagblad in Twente, dat samen met Dagblad Tubantia is opgegaan in De Twentsche Courant Tubantia.

## Geschiedenis
De krant werd op 6 januari 1844 te Almelo opgericht, en is daarmee de oudste krant van Twente. Uitgever en redacteur was J.T. Sommer. Tot 1869 verscheen de krant alleen op zaterdag, daarna ook op woensdag. In 1870 bedroeg de oplage 2.000 exemplaren.
In 1915 werd de krant overgenomen door NV Twentsche Courant en Handelsdrukkerij te Zwolle. De krant bleef zijn drukkerij in Almelo houden, maar kreeg een behoudend katholieke signatuur, waar deze eerder neutraal was. Vanaf 1918 verscheen de krant drie keer per week. Van 1916 tot 1922 was de bekende dialect-auteur en streekhistoricus G.B. Vloedbeld sr. redacteur van de krant. Van 1919 tot 1938 was er nauwe samenwerking met het Overijsselsch Dagblad.
In 1922 verhuisde de uitgeverij van Almelo naar Oldenzaal. Voor Almelo en omstreken begon redacteur "meester" G.B. Vloedbeld een nieuw katholiek weekblad, de Nieuwe Twentsche en Almelosche Courant. Vanaf dat moment werd de Oldenzaalsche Courant en Handelsdrukkerij L.A.M. Bruggeman de nieuwe drukker, die echter kort na de oprichting in handen kwam van de NV Twentsche Courant- en Handelsdrukkerij. De krant werd samengevoegd met het Weekblad voor Oldenzaal en Omstreken en verscheen weer twee keer per week. Vanaf juli 1933 was Bruggeman’s Uitgevers-Maatschappij ook eigenaar. In 1926 verschenen de eerste foto's in de krant. Op 1 januari 1936 werd Bruggeman overgenomen door H. Th. Hazewinkel.
Op 1 oktober 1941 werd door de bezetter een verschijningsverbod uitgevaardigd, officieel vanwege papierschaarste. Exact twee jaar later besloot Hazewinkel gebouw, machines en uitgaverechten te verkopen aan de NV Twentsche Courant. Het streven was om tot een katholiek dagblad te komen. Op 11 april 1945 verscheen het eerste nummer. De eerste week kwam de krant slechts twee keer uit, maar vanaf 17 april verscheen hij dagelijks, onder de titel Twentsche Courant. Katholiek dagblad voor Twente. De oplage bedroeg nu 17.000 stuks. Vanaf december 1945 kreeg de krant bijkantoren in Hengelo, Enschede en Almelo. De vier grote steden in Twente kregen een eigen editie. In 1946 volgde B.H.A.M. Plegt de eerste hoofdredacteur, Jos Panhuysen, op.

In 1959 verhuisde de krant naar Hengelo. Later werden bijkantoren geopend in Raalte (1974), Haaksbergen en Losser (1976).
Toen in 1964 de Stichting Pers Unie (SPU) werd opgericht, ging de Twentsche Courant redactionele samenwerking aan met katholieke dagbladen als De Stem en De Nieuwe Limburger. Vanaf 1967 volgde vanuit de Persunie ook samenwerking met niet-katholieke kranten als het Dagblad van het Oosten en het Deventer Dagblad. In dat jaar waren er zeven edities; Wierden/Rijssen/Hellendoorn, Tubbergen, Almelo, Hengelo, Oldenzaal, Enschede en de (Gelderse) Achterhoek. De ondertitel Katholiek dagblad voor Twente werd in 1969 geschrapt. In 1977 had de krant 50.000 abonnees.

## Fusie

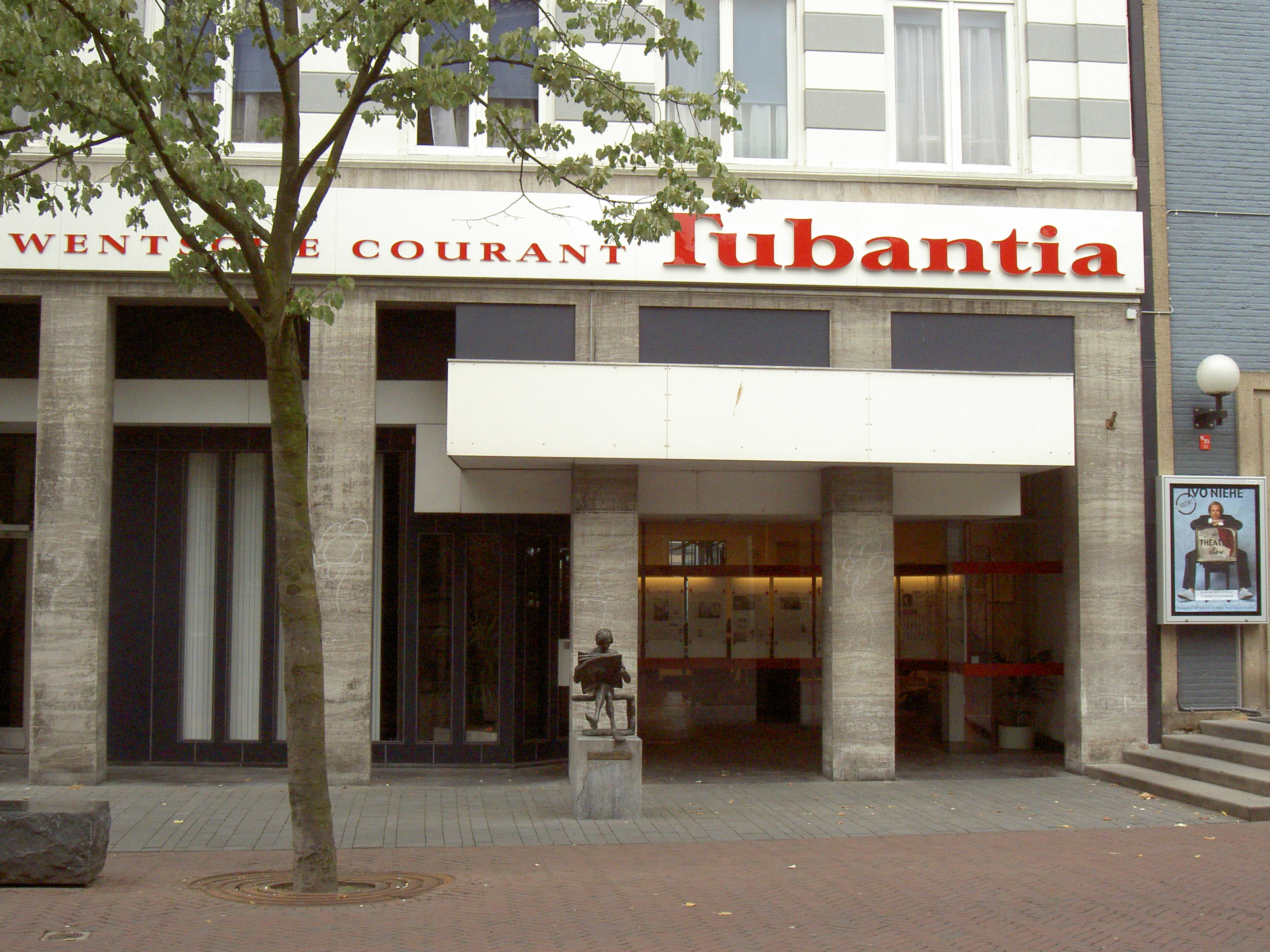
Voormalig redactielokaal van de De Twentsche Courant Tubantia in Enschede.

In 1990 ging de NV Twentsche Courant samen met Van der Loeff (o.a. Dagblad Tubantia) en andere oostelijke dagbladuitgevers op in de Oostelijke Dagbladen Combinatie (ODC), die in 1991 overgenomen werd door Wegener uit Apeldoorn. In 1993 verhuisden de kantoren van de Twentsche Courant naar Enschede. Per 2 maart 1996 werden de redacties van de beide kranten samengevoegd en op 1 oktober van dat jaar werden de afzonderlijke titels opgeheven; de fusiekrant verscheen voortaan als De Twentsche Courant Tubantia.